# Dares Phrygius
Dares Phrygius, en legendarisk författare från Troja. En latinsk oversettelse av hans berättelser från Trojanska kriget har varit mycket lest og gjett många medeltida bearbetelser. Enligt Homeros var han en Hefaistospräst. Han finns med i Iliaden som en biperson.